# Kinnegad
Kinnegad (irisch Cionn Átha Gad) ist eine Landstadt im County Westmeath im östlichen zentralen Binnenland der Republik Irland.
Der Ort liegt etwa 60 km nordwestlich der Hauptstadt Dublin an der Grenze von Westmeath zum Meath; gelegentlich wird er falsch als zu Meath gehörig angegeben. Bei der Volkszählung 2016 lebten 3064 Menschen in Kinnegad, wobei sich seit Mitte der 1990er-Jahre auch zahlreiche tägliche Dublin-Pendler hier angesiedelt haben (1996 betrug die Einwohnerzahl noch 517 Personen). Für die nicht-motorisierten Pendler verbindet u. a. Bus Éireann den Ort mit Dublin.  
Kinnegad ist überörtlich ohne Bedeutung, jedoch namentlich als Verkehrsknotenpunkt bekannt. Es liegt zwischen Maynooth und Mullingar an der M4 / N4 von Dublin nach Sligo, direkt vor dem Abzweig der M6 / N6 nach Galway City von der M4/N4.
Im Norden von Kinnegad verläuft der Royal Canal.

## Persönlichkeiten
- John Joseph Glennon (1862–1946), Erzbischof von St. Louis und Kardinal